# Jean-Gabriel Albicocco
Jean-Gabriel Albicocco (* 15. Februar 1936 in Cannes; † 10. April 2001 in Rio de Janeiro) war ein französischer Filmregisseur.

## Leben
Jean-Gabriel Albicocco führte ab 1954 die Regie bei mehreren Kurzfilmen. Sein Langfilm-Debüt gab Albicocco 1961 mit der Balzac-Adaptation Das Mädchen mit den goldenen Augen mit seiner Ehefrau Marie Laforêt und Françoise Dorléac. Es folgten weitere Literaturverfilmungen: Rattenfalle Amerika (nach Jacques Lanzmann) mit Charles Aznavour, wofür er eine Nominierung für die goldene Palme in Cannes erhielt, und Le Grand Meaulnes (nach Alain-Fournier) mit Brigitte Fossey. 1970 entstanden Le Cœur fou mit Michel Auclair und Le petit matin mit Mathieu Carrière. Sein letzter Film bleibt 1971 Faire l’amour – De la pilule à l’ordinateur, eine erotische Komödie mit Nicole Garcia.

## Filmografie (Auswahl)
- 1954: Records et vacances (Kurzfilm)
- 1957: Les essais (Kurzfilm)
- 1960: Némausus (Kurzfilm)
- 1961: Das Mädchen mit den goldenen Augen (La fille aux yeux d’or)
- 1963: Ratenfalle Amerika (Le Rat d’Amérique)
- 1967: Le Grand Meaulnes
- 1970: Le Cœur fou
- 1971: Le petit matin
- 1971: Faire l’amour – De la pilule à l’ordinateur